# Colonia Caroya
Colonia Caroya is een plaats in het Argentijnse bestuurlijke gebied Colón in de provincie Córdoba. De plaats telt 13.806 inwoners.